# Синалко
Синалко јесте популарни бренд безалкохолног пића које се први пут на тржишту нашло 1902. године. Продаје се у преко 40 земаља. Синалко је најстарији бренд безалкохолног пића у Европи. Производи га Синалко интернационал, компанија са седиштем у немачком граду Дуизбургу.

## Историја
Године 1902, немачки научник Фридрих Едуард Билц измислио је „Билц браузе”, шербет-прах, те почео да га продаје у партнерству са индустријалцем Францом Хартманом. Како су почеле да се појављују имитације, они су одржали наградно такмичење за име бренда — одабрано је било „синалко”, што је скраћеница за лат. sine alcohole (досл. „без алкохола”). Као један од првих брендова безалкохолног пића, синалко је почео да се извози широм света — поготово у Јужну Америку и на Средњи исток. Знак робне марке, црвени круг, регистрован је 1937. године. Карактеристично обликована флаша изашла је 1950-их, а нови облик добила је поткрај века. Поред оригиналног синалка с наранџом, компанија данас флашира и синалко колу те неколико других врста безалкохолних пића. У Немачкој је трећи најпопуларнији безалкохолни напитак — после фанте и спрајта.

## Производи
Основна производна линија Синалка укључује следеће напитке:
- синалко кола
- синалко наранџа
- синалко битер лемон
- синалко лимун-лимета
- синалко клауди лимун
- синалко ’специјални’
- синалко јабука
- синалко росо (црвена наранџа и маракуја)
- синалко фреско (лимун и зова)
- синалко карибико

Поред овога, Синалко флашира и енергетске напитке, чајеве и воду.